# Anastasie de Restaud
La comtesse Anastasie de Restaud est un personnage de La Comédie humaine d’Honoré de Balzac. 

## Biographie
C'est une figure féminine importante dans Le Père Goriot où elle a pour rivale sa propre sœur, Delphine de Nucingen, dans son combat pour accéder aux salons les plus huppés du faubourg Saint-Germain, celui de la vicomtesse de Beauséant entre autres. Grâce à son mariage avec le comte de Restaud, un blason plus ancien que celui du baron de Nucingen, elle y a d'ailleurs accédé beaucoup plus tôt que sa sœur cadette, Delphine, qui l'envie et qui la rejoindra grâce aux bons offices d'Eugène de Rastignac.
Comme sa cadette, elle laisse néanmoins mourir son père dans la solitude après lui avoir soutiré ses derniers sous. Anastasie est tombée sous le charme d'un dandy voyou qui la ruine en l'obligeant à combler les dettes qu'il a contractées : Maxime de Trailles. Ceci pourrait être une excuse si elle ne se montrait par ailleurs dure envers les faibles et assoiffée d'honneurs, et aussi d'argent.
Elle apparaît pour la première fois en 1816, dans Gobseck (écrit en 1830). L'usurier se présente à son domicile, rue du Helder, pour que soit honorée une dette  de mille francs. Elle lui vend un diamant de douze cents francs pour honorer la lettre de change de son amant.
Son portrait se précise dès 1819 dans Le Père Goriot (paru en 1835). Éplorée lorsque Maxime lui fait du chantage au suicide lorsqu'il est à bout de ressources, elle devient sèche et froide quand on prononce le nom de son père, Jean-Joachim Goriot. Son mari, le comte de Restaud, l'oblige à porter tous ses bijoux au fameux bal de la vicomtesse de Beauséant, pour vérifier qu'il n'en manque aucun. Puis il l'enferme. Abandonnée par son amant, qui a par ailleurs d'autres maîtresses, elle se croit enfin riche à la mort de son mari, en 1824. Mais le comte a prévu un testament qui assure l'avenir de leur fils ainé.
En 1829,  dans La Maison Nucingen (écrit en 1837), malgré ses efforts désespérés pour brûler le testament, les dispositions du comte seront respectées. Fort élégamment, il lui laisse un revenu suffisant pour elle et ses deux enfants adultérins.
En 1832,  dans Le Député d'Arcis (commencé en 1847, inachevé à la mort de Balzac, puis paru en 1854 grâce au concours dévoué de Charles Rabou), elle se repent, mais un peu tard, de sa vie désordonnée. La vicomtesse de Grandlieu a fait savoir qu'elle n'était pas favorable à un mariage entre sa fille Camille et Ernest, le fils d'Anastasie.

## Romans dans lesquels le personnage apparaît
Elle apparaît aussi dans :
- Le Bal de Sceaux (écrit en 1829).
- La Peau de chagrin (paru en 1829).